# 귀화산장
"鬼火山莊"은 1981년에 개봉한 대한민국의 영화이다.

## 캐스팅
- 남궁원 : 한민우 역
- 김윤미 : 이경아 역
- 전양자 : 한민우 아내 역
- 한은진
- 신우철
- 이해룡
- 한태일
- 현길수
- 박달
- 한국남
- 정규영
- 주상호
- 최석
- 정지희
- 국정숙
- 한명환
- 박부양
- 오희찬
- 황건